# Carlo Vittorio Amedeo delle Lanze

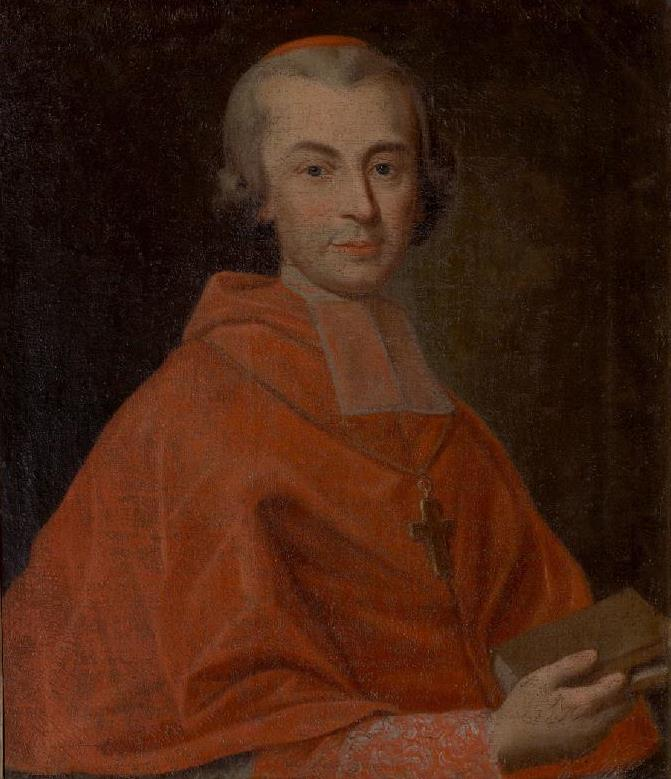
Porträt des Kardinals delle Lanze (18. Jahrhundert)

Carlo Vittorio Amedeo Ignazio Delle Lanze (* 1. September 1712 in Turin, Herzogtum Savoyen; † 25. Januar 1784 in der Abtei Fruttuaria) war Kardinal der römisch-katholischen Kirche. Bekannt wurde er durch seine Haltung im Jesuitenkonflikt.

## Leben

### Bis zur Kardinalsernennung
Der Sohn einer Adelsfamilie, Enkel von Herzog Karl Emanuel II. von Savoyen, wuchs in Chambéry auf. Nachdem sein Vater, der seit 1721 Gouverneur von Savoyen war, 1724 wegen Unterschlagungen zum Tode verurteilt wurde und aus Savoyen floh, reiste Carlo durch ganz Europa. Er begann in jugendlichen Jahren eine militärische Laufbahn und war zunächst ein Anhänger jansenistischer Ideen. Nach der Abdankung seines Patenonkels König Viktor Amadeus II. im Jahr 1730, als delle Lanze sich in den Niederlanden aufhielt, kündigte er an, sich den Regularkanonikern von Sainte-Geneviève anzuschließen. Sein Vater entsandte ihn noch im selben Jahr nach Rom. 1732 kehrte er nach Piemont zurück, trat das von seinem Vater geerbte Lehen Vinovo an den König ab und setzte seine Studien fort. 1734 erwarb er ein baccellierato in Theologie und wurde 1736 zum Diakon geweiht. Am 23. September desselben Jahres feierte er seine Primiz und war fortan als Seelsorger tätig. Zudem half er jungen Studenten bei ihrem Weg zur Graduation. 1743 wurde delle Lanze Abt der Gefreiten Abtei San Giusto di Susa, was er bis 1749 blieb. In San Giusto di Susa hielt er im April 1745 eine Synode ab, bei der es hauptsächlich um die Arbeit der Universität Turin ging. 1746 ernannte König Karl Emanuel III. den wegen seiner Loyalität zu Kirche und Königreich als „idealen Prälaten“ geltenden delle Lanze zu seinem Großalmosenier und berief ihn zum Großkaplan seines Gerichtshofes.

### 1747–1773
Papst Benedikt XIV. nahm ihn im Konsistorium vom 10. April 1747 als Kardinaldiakon von Santi Cosma e Damiano in das Kardinalskollegium auf. Am 2. Mai desselben Jahres ernannte der Papst ihn zum Kommendatarabt von Lucedio. Am 11. August 1747 erfolgte die Ernennung zum Titularerzbischof von Nicosia. Die Bischofsweihe spendete ihm Benedikt XIV. am 24. September desselben Jahres persönlich. Mitkonsekratoren waren die Kardinäle Antonio Saverio Gentili und Giovanni Antonio Guadagni, der seinerzeit Kardinalvikar war. Am 2. Oktober 1747 berief ihn der Papst zum Kardinalpriester von San Sisto Vecchio.
Am 5. August 1749 wurde Kardinal delle Lanze Abt der Gefreiten Abtei Fruttuaria, in der er seitdem auch residierte. Er ließ dort einen Palast bauen, der auch als Seminar genutzt wurde. In den folgenden Jahren achtete er als Richter streng auf die Einhaltung religiöser Vorschriften, womit er sich einerseits Feinde am königlichen Hof machte, andererseits dadurch gute Beziehungen zwischen König Karl Emanuel III. und Papst Benedikt XIV ermöglicht wurden. Nach dem Tod Benedikts nahm er als Anhänger der antijesuitischen Fraktion am Konklave 1758 teil, das Clemens XIII. wählte. Der ernannte ihn am 22. November 1758 zum Kardinalpriester von Sant’Anastasia al Palatino. 1759 intervenierte delle Lanze für die Kardinalsernennung des früheren Turiner Nuntius Ludovico Merlini, nachdem er sich aus den Konflikten, die 1756 zur Auflösung der Nuntiatur führten, herausgehalten hatte. Am 21. März 1763 optierte er auf die Titelkirche Santa Prassede.
Unter dem pro-jesuitischen Clemens XIII. geriet die Berücksichtigung piemontesischer Belange zunehmend in den Hintergrund. Stattdessen galt die Hauptsorge des Papstes der zunehmenden Unterdrückung des Jesuitenordens, die auch Kardinal delle Lanze immer kritischer sah. Er sah die Jesuiten auch nicht mehr als Gegner innerkirchlicher Reformen. In dieser Zeit geriet auch häufig seine frühere Sympathie für den Jansenismus in die Debatte, sodass delle Lanze einen Teil seiner Büchersammlung, der darauf hindeutete, verbrannte. Nach dem Tod Clemens’ XIII. 1769 galt er als papabile, unterlag allerdings dem späteren Clemens XIV. Im Jesuitenkonflikt konnte er sich dennoch in die Verhandlungen einschalten.

### Späte Jahre und Tod
Nach dem Tod von König Karl Emanuel III. am 20. Februar 1773 legte delle Lanze seine Ämter am Königshof nieder. Im April desselben Jahres nahmen unter den piemontesischen Bischöfen die Spannungen Anhängern und Gegnern der Jesuiten zu. Kardinal delle Lanze blieb trotz dieses Konfliktes in der Abtei Fruttuaria. Am 12. April 1773 legte er auch das Amt des Titularerzbischofs von Nicosia nieder. Am 15. Oktober desselben Jahres ernannte ihn Clemens XIV. zum Präsidenten des Rates, der sich mit der Umverteilung vormals jesuitischem Eigentums sowie des Umgangs mit früheren Ordensmitgliedern befassten.
Dadurch galt er im nächsten Konklave als Beschützer der Jesuiten und war erneut Anwärter auf den Papstthron. Der neue Papst Pius VI. ernannte ihn am 22. März 1775 zum Präfekten der Konzilskongregation. Von der Residenzpflicht in Rom entband ihn der Papst. 1778 war er maßgeblich an der Berufung von Emanuele Gonettis zum Kapitularvikar des Erzbistums Turin beteiligt.
Kardinal delle Lanze verbrachte die letzten Jahre seines Lebens zurückgezogen in der Abtei Fruttuaria und widmete sich verstärkt der Armenfürsorge. Noch am 18. Juli 1783 wurde er Kardinalpriester von San Lorenzo in Lucina. Im selben Jahr wurde er als Dienstältester Kardinalpriester Kardinalprotopriester. Er starb im Januar 1784 und wurde in der Abtei beigesetzt. Sein gesamtes Vermögen vermachte er dem Seminar, das er in der Abtei Fruttuaria gegründet hatte.